# Sóng nhiệt Tây Bắc Mỹ 2021
Một đợt sóng nhiệt cực đoan, đang diễn ra ở Tây Bắc Mỹ bắt đầu ảnh hưởng đến phần lớn Tây Bắc Thái Bình Dương và Tây Canada vào cuối tháng 6 năm 2021. Nắng nóng đã ảnh hưởng đến Bắc California, Idaho, Tây Nevada, Oregon và Washington ở Hoa Kỳ, cũng như các khu vực ở Canada British Columbia, và ở giai đoạn sau của nó, Alberta, Manitoba, Lãnh thổ Tây Bắc, Saskatchewan và Yukon. Nó cũng đã ảnh hưởng đến các khu vực nội địa của miền trung và miền nam California, tây bắc và nam Nevada và các phần của Montana và Wyoming, mặc dù nhiệt độ bất thường không quá khắc nghiệt như các vùng xa hơn về phía bắc.
Sóng nhiệt xuất hiện do một vùng áp suất cao kéo dài đặc biệt mạnh tập trung quanh khu vực, có cường độ là ảnh hưởng của biến đổi khí hậu. Nó dẫn đến một số nhiệt độ cao nhất từng được ghi nhận trong khu vực, bao gồm nhiệt độ cao nhất từng đo được ở Canada là 49,6 °C.
Đợt nắng nóng đã làm bùng phát nhiều đám cháy rừng trên diện rộng, diện tích hàng trăm km vuông, khiến các tuyến đường bị gián đoạn trên diện rộng. Một trong số các đám cháy đã phá hủy phần lớn Lytton, British Columbia, ngôi làng nơi nhiệt độ cao kỷ lục ở Canada từng được thiết lập. Nắng nóng cũng gây ra thiệt hại cho cơ sở hạ tầng đường bộ và đường sắt, buộc các doanh nghiệp phải đóng cửa, làm gián đoạn các sự kiện văn hóa và gây ra hiện tượng băng tuyết tan chảy trên diện rộng, một số trong số đó dẫn đến lũ lụt.
Số người chết chính xác vẫn chưa được xác định, nhưng ngày càng tăng. Vào ngày 2 tháng 7 năm 2021, người đứng đầu cơ quan điều tra của British Columbia cho biết có khoảng 480 trường hợp tử vong đột ngột hơn bình thường được báo cáo trong tỉnh, cho thấy phần lớn hoặc tất cả họ có thể đã chết do nắng nóng.. Các trường hợp tử vong ở Hoa Kỳ bao gồm ít nhất 95 trường hợp ở Oregon (trong số đó có 59 trường hợp ở quận Multnomah, bao gồm Portland) và ít nhất 38 người tại Washington.